# Майстер-Джем Фест
Майстер-Джем Фест (рос. Мастер-Джем Фест, англ. Master-Jam Fest) — міжнародний фестиваль-конкурс джазової імпровізаційної майстерності. Відбірковий етап проходить в Інтернеті, проведення фінальних днів у форматі джем-сейшенів у різних джазових стилях (мейнстрім, латиноамериканський джаз, джазова балада, ф'южн, джаз-рок (або фанк). Перший фінал фестивалю проходив в Одесі з 5 по 8 червня, 2013), де зустрілися більш ніж 40 імпровізаторів 3 16 країн..
За даними офіційного сайту фестивалю на 21 січня 2013 р. учасниками відбіркового онлайн етапу фестивалю-конкурсу стало більше 270 імпровізаторів із 41 країни.
У журі фестивалю джазові експерти й педагоги (Володимир Фейєртаг, Олена Шевченко, Кирило Мошков, Михайло Митропольський, Микола Голощапов , Фелікс Кохрихт), джазові виконавці (Анатолій Кролл, Андрій Мачнєв, Володимир Тарасов, Bernard Struber, Валерій Гроховський), а також поціновувачі джазу.
Голова журі — Анатолій Кролл.
Автор і продюсер проекту — засновник «Джаз карнавалу» в Одесі Михайло Фрейдлін.
Голова оргкомітету фестивалю-конкурсу — Олена Ханга.
Серед членів оргкомітету також Олексій Коган (радіо-ведучій і голова продюсерського центру Jazz In Kiev), Анатолій Крижановський, Андрій Козирєв, Олена Шевченко (організатор і ведуча концертів та фестивалів джазової музики, член Міжнародного союзу журналістів й автор статей щодо теорії та історії джазу), Михайло Митропольський (джазовий оглядач, радіо й телеведучій, член Московської та Міжнародної Асоціацій джазових журналістів), Микола Голощапов (фундатор першого одеського джаз-клубу та утьосівського фестивалю, засновник і художній керівник Одесского биг-бенда), Сергій Халков.